# Luebo
Pour les articles homonymes, voir Lwebo (homonymie).
Luebo (ou Lwebo) est une localité, chef-lieu de territoire de la province du Kasaï en république démocratique du Congo.

## Géographie
Elle est située sur la route RP706 à 213 km au nord-est du chef-lieu provincial Tshikapa

## Histoire
Le poste d'État fut fondé en novembre 1885. En juin 2013, la localité se voit conférer le statut de ville, constituée de trois communes : Bipatu, Kasenga, Luebo. Ce statut ne sera pas maintenu lors de la réforme administrative mise en place en 2015.

## Administration
Chef-lieu de territoire de 21 088 électeurs recensés en 2018, la localité a le statut de commune rurale de moins de 80 000 électeurs, elle compte 7 conseillers municipaux en 2019.

## Population
Le recensement de la population date de 1984, l'accroissement annuel est estimé à 1,62 en 2012,.
| 1984   | 2004   | 2012   |
| ------ | ------ | ------ |
| 17 700 | 26 248 | 29 845 |

## Personnalités liées
- Kama Sywor Kamanda (1952-), écrivain congolais né à Luebo